# Монморанси, Генрих II де
Герцог Анри II де Монморанси (фр. Henri II de Montmorency; 30 апреля 1595 — 30 октября 1632) — внук коннетабля Анна де Монморанси, сын коннетабля Анри де Монморанси, последний представитель знаменитого рода Монморанси из Шантийи.

## Биография
Крёстный сын короля Генриха IV, будущий герцог Монморанси был назван в его честь. Уже в 17 лет получил звание адмирала. В 1625 году флот под его командованием очистил от гугенотов Иль-де-Ре и Олерон. Позднее ему было даровано и звание маршала Франции — за победы над гугенотами Анри де Рогана в Лангедоке, где он сменил отца в качестве наместника с весьма широкими полномочиями.
В 1629—1630 годах он успешно действовал против савойцев в Пьемонте, пленил командующего Дориа и взял Салуццо (некогда обещанный королём его отцу).
В 1632 году брат короля Людовика XIII, Гастон Орлеанский, поднял восстание против кардинала Ришельё. Под влиянием жены, итальянки из рода Орсини (и двоюродной сестры королевы Марии Медичи), и епископа Альби Альфонса II д'Эльбена, Монморанси примкнул к восставшим и дал мятежному Гастону убежище в Лангедоке. В сентябре он за полчаса был разбит верным королю маршалом Шомбергом под Кастельнодари. В этой схватке Монморанси был ранен и попал в плен к королевским войскам.
Тулузский парламент признал его виновным в оскорблении величества и приговорил к смертной казни. Истинной причиной королевского гнева было плохо скрываемое стремление Монморанси к образованию независимого княжества на итало-французской границе. Приговор был исполнен в Тулузе; все титулы и владения Монморанси были конфискованы (позднее их выпросил себе муж его сестры — принц Конде). Расправа над Монморанси обозначила наступление во Франции эпохи абсолютизма.
Имя Анри де Монморанси носят водопады, открытые Шампленом в Канаде в бытность герцога наместником Новой Франции (1620-25).

## Источник
- Генрих II де Монморанси в Британской энциклопедии